# Pontestura
Pontestura är en ort och kommun i provinsen Alessandria i regionen Piemonte i Italien. Kommunen hade 1 420 invånare (2018).